# Walls of Jericho
Walls of Jericho is een Amerikaanse metalcoreband uit Detroit (Michigan) opgericht in 1998.
Hun debuut uit 1999 was A Day And A Thousand Years, vlak daarna werden ze ontdekt door Trustkill Records.
De zang wordt verzorgd door een vrouw, wat weinig voortkomt in het metalcoregenre.

## Leden
- Candace Kucsulain - Zang
- Chris Rawson - Gitaar
- Mike Hasty - Gitaar
- Aaron Ruby - Bas
- Dustin Schoenhofer - Drums

## Discografie
- A Day and a Thousand Years (1999)
- The Bound Feed the Gagged (1999)
- All Hail the Dead (2004)
- With Devils Amongst Us All (2006)
- The American Dream (2008)
- No One Can Save You from Yourself (2016)